# 彼得·伊梅斯贝格尔
彼得·伊梅斯贝格尔（德語：Peter Immesberger，1960年4月18日—），德国男子举重运动员。他曾代表西德参加1984年和1988年夏季奥林匹克运动会举重比赛，其中1988年奥运会获得一枚铜牌。